# 山刺玫
山刺玫（学名：Rosa davurica），又或只作刺玫，为蔷薇科蔷薇属下的一个种。其果實叫作刺玫果。

## 扩展阅读

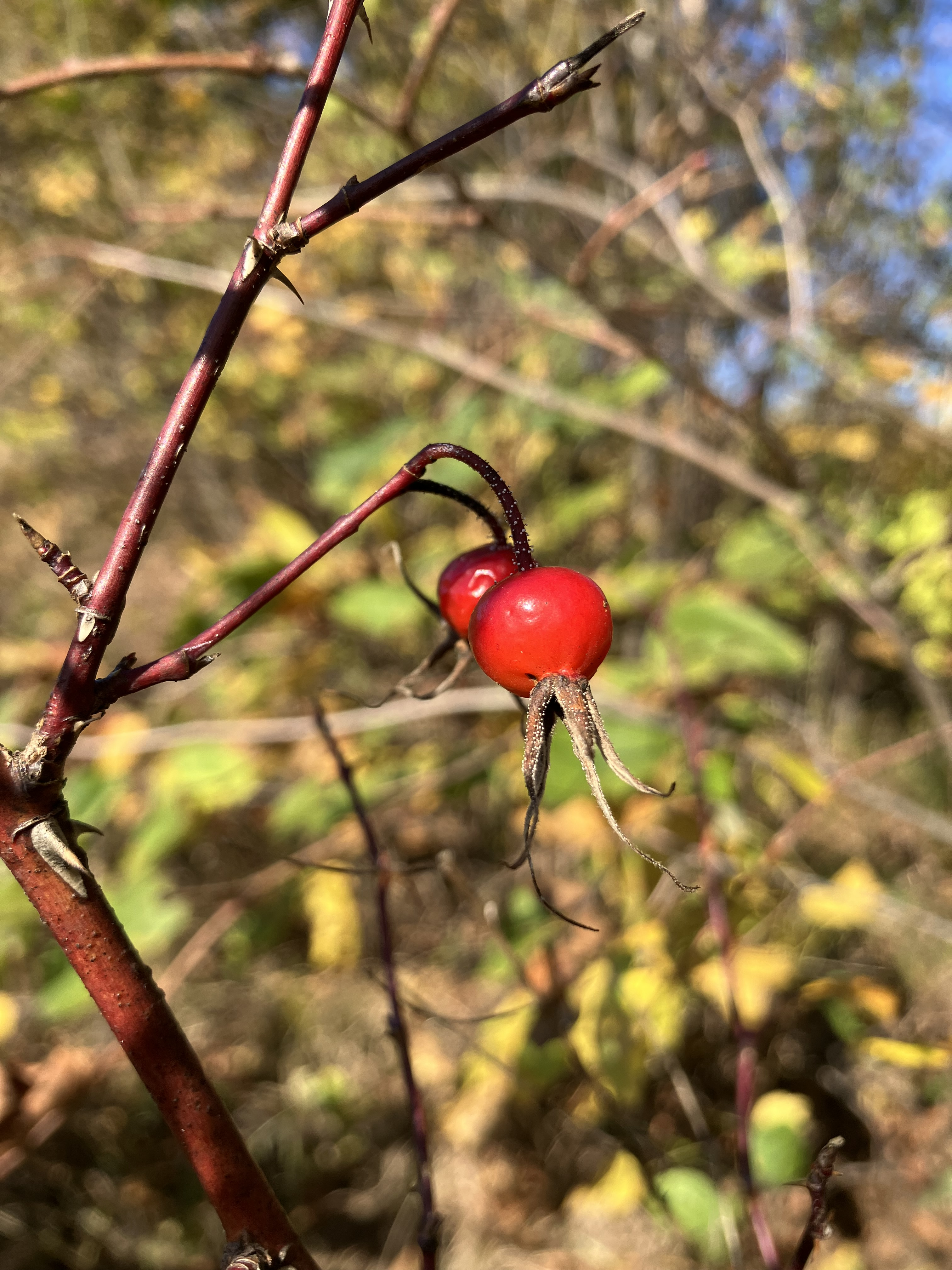
刺玫果

- 維基物種上的相關：山刺玫